# Rasa de Vila-seca
|  | Aquest article tracta sobre el torrent afluent de la Rasa de Vilanova. Vegeu-ne altres significats a «Rasa de Vila-seca (Aigua d'Ora)». |

La Rasa de Vila-seca és un torrent afluent per l'esquerra de la Rasa de Vilanova que fa tot el seu curs pel terme municipal de Lladurs.

## Xarxa hidrogràfica
La xarxa hidrogràfica de la Rasa de Vilaseca està integrada per 15 cursos fluvials que transcorren íntegrament pel terme municipal de Lladurs i sumen una longitud total de 7.319 m.

## Mapa del seu curs
- Mapa de l'ICC